# Argiusta-Moriccio
Argiusta-Moriccio (korsisch Arghjusta è Muricciu) ist eine französische Gemeinde mit 75 Einwohnern (Stand: 1. Januar 2022) auf der Mittelmeerinsel Korsika. Sie gehört zum Département Corse-du-Sud, zum Arrondissement Sartène und zum Kanton Taravo-Ornano. Die Bewohner werden Argiustais und Argiustaises genannt.

## Geografie
Das Siedlungsgebiet liegt auf ungefähr 450 Metern über dem Meeresspiegel. Nachbargemeinden sind Zigliara und Forciolo im Nordwesten, Olivese im Nordosten, Aullène im Südosten sowie Moca-Croce im Südwesten.

## Bevölkerungsentwicklung
| Jahr      | 1962 | 1968 | 1975 | 1982 | 1990 | 1999 | 2008 | 2012 | 2020 |
| --------- | ---- | ---- | ---- | ---- | ---- | ---- | ---- | ---- | ---- |
| Einwohner | 168  | 137  | 127  | 105  | 93   | 77   | 86   | 79   | 77   |

## Sehenswürdigkeiten
- Das frühgeschichtliche Monument von Foce befindet sich 1,3 Kilometer von Argiusta-Moriccio in Richtung Olivese. Es ist seit 2021 als Monument historique klassifiziert.
- Pfarrkirche Saint-Hippolyte-et-Saint-Cassien, errichtet 1746, ihr Glockenturm im Jahre 1784

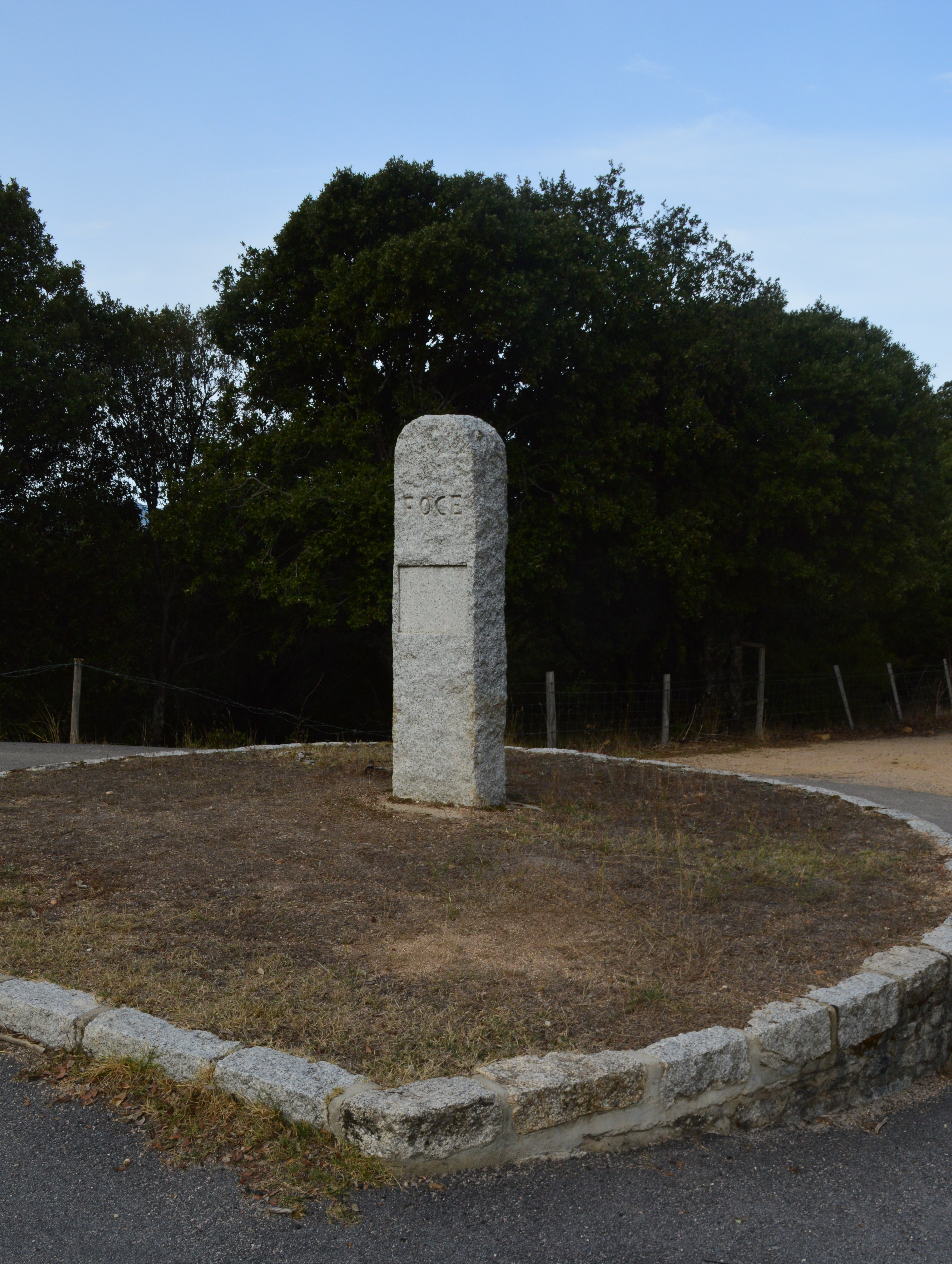
Monument von Foce
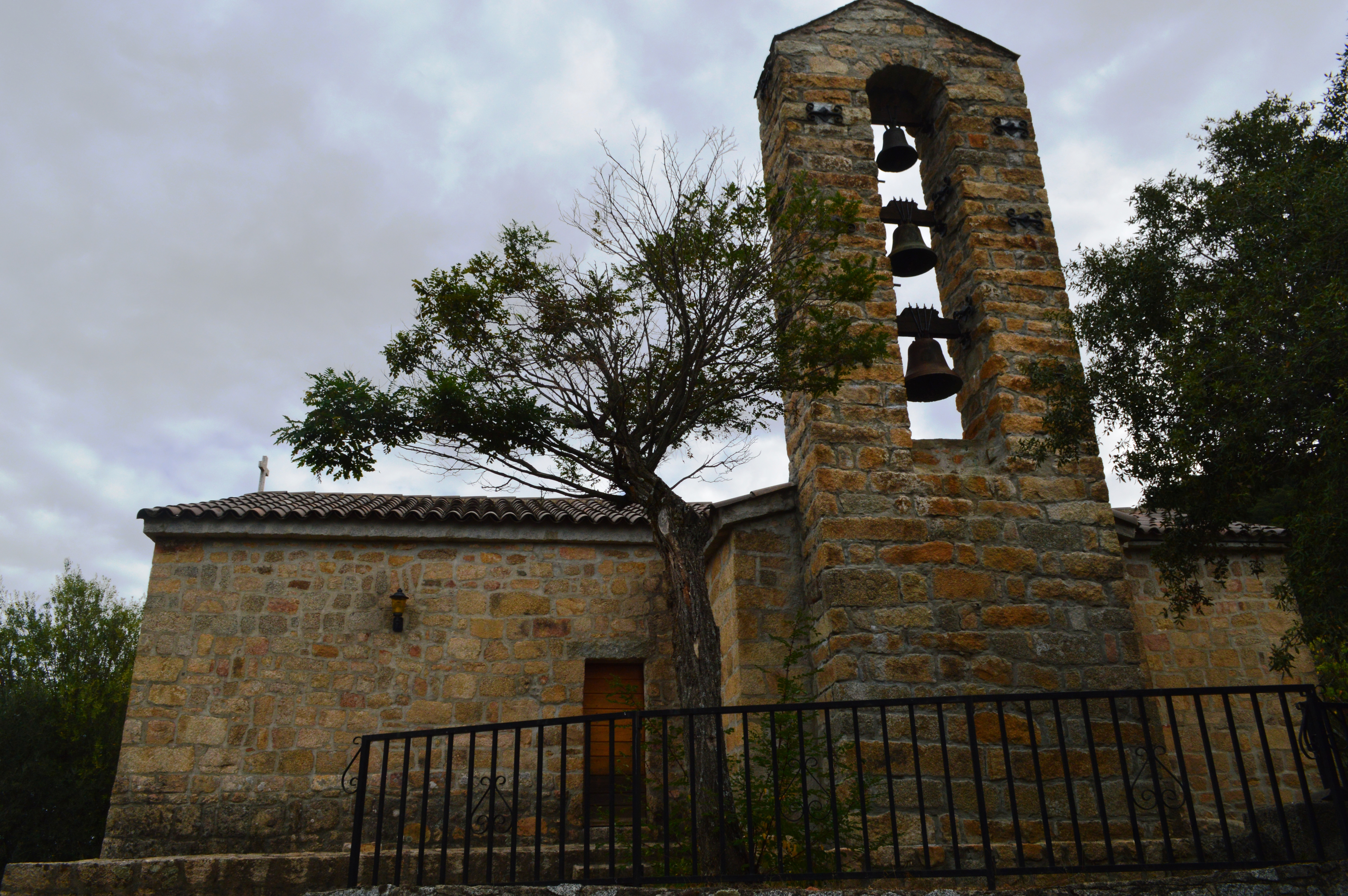
Pfarrkirche
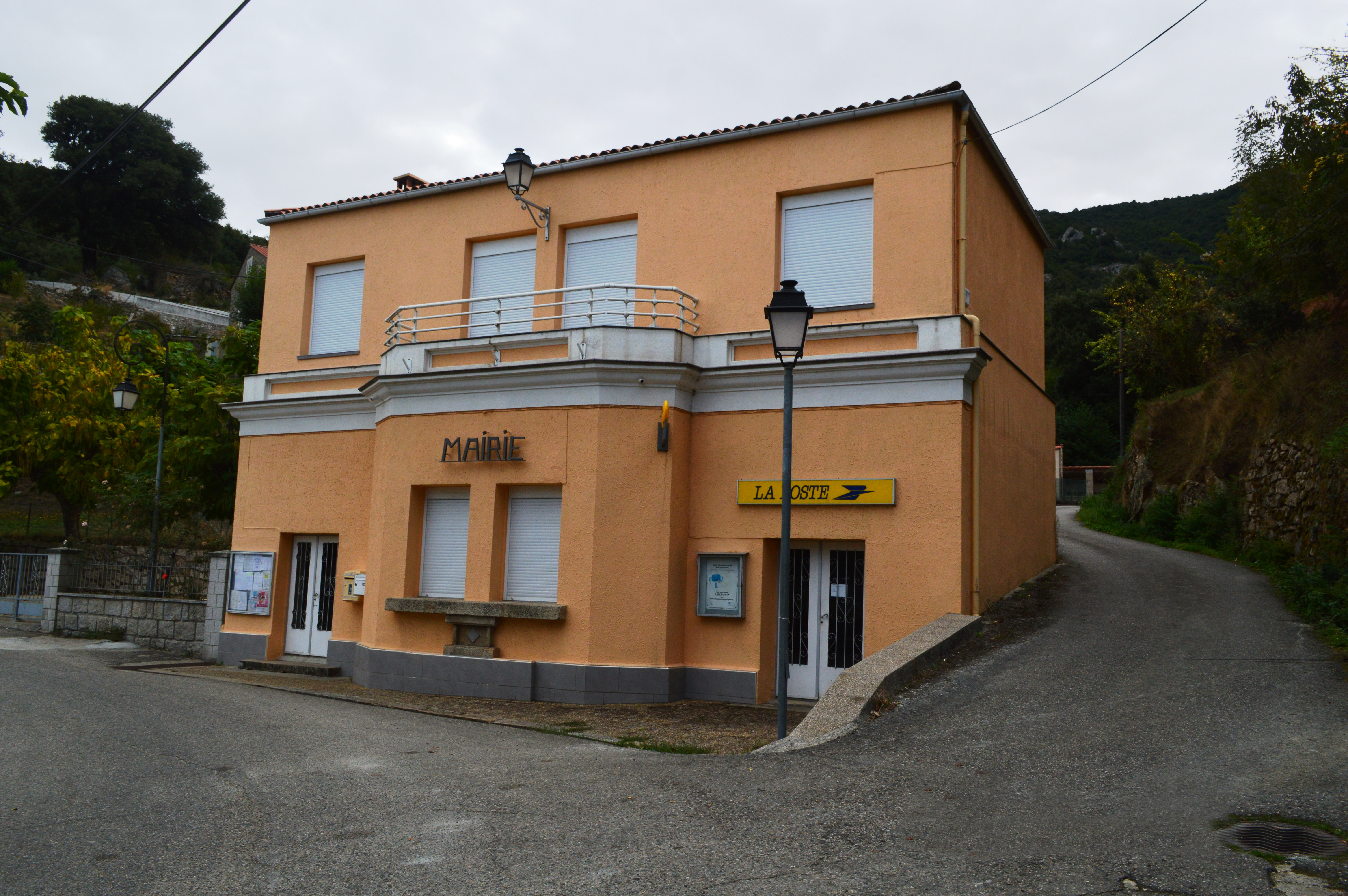
Bürgermeisteramt (Mairie) und die Poststelle